# Pipy Wolfs
Pipy Wolfs (uitspraak: [piˈpɛɪ]; Hengelo, 26 april 2002) is een Nederlandse handbalster die speelt voor het Spaanse Club Balonmano Elche. Op 1 oktober 2022 debuteerde ze in het Nederlands team in de Golden League-wedstrijd tegen Noorwegen.